# Ljubno
Ljubno là một khu tự quản (tiếng Slovenia: občine, số ít – občina) trong vùng Savinjska của Slovenia. Ljubno có diện tích 78.9 km2, dân số là theo điều tra ngày 31 tháng 3 năm 2002 là 2701 người. Thủ phủ khu tự quản Ljubno đóng tại Ljubno ob Savinji.